# Aloysia Weber

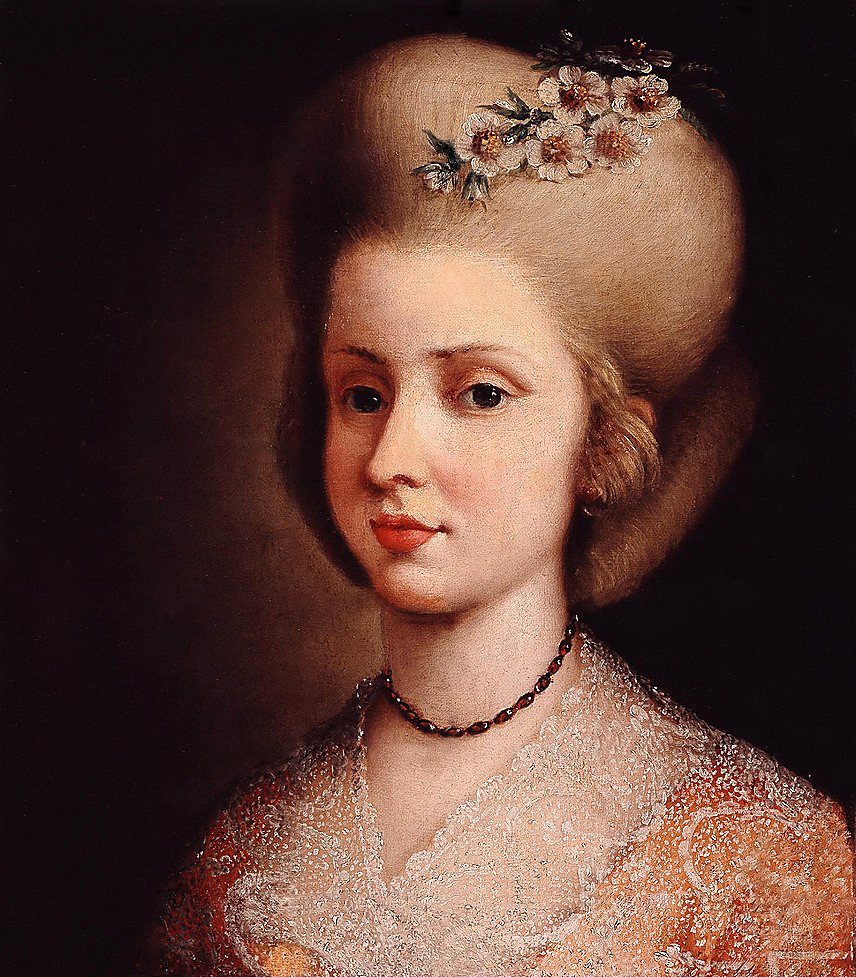
Retrato anónimo de Aloysia Weber.

María Aloysia Antonia Weber Lange (c. 1760 - 8 de junio de 1839) fue una soprano de origen alemán, conocida principalmente por su relación con el músico y compositor Wolfgang Amadeus Mozart.

## Biografía
Nacida en Zell im Wiesental, Aloysia Weber era una de las cuatro hijas de la familia Weber. Sus tres hermanas eran la soprano Josepha Weber (1758-1819), que protagonizó por primera vez el papel de La Reina de la Noche en la ópera de Mozart, La Flauta Mágica; Constanze Weber, la esposa de Mozart; y Sophie Weber. Su primo segundo era el compositor Carl Maria von Weber.
Poco después de su nacimiento, la familia se trasladó a Mannheim, donde Aloysia creció. Se trasladó a Munich en 1778, donde tuvo lugar su debut operístico. Su salario en el teatro de la corte ascendía a 1000 florines al año, mientras que el de su padre era de 600. Al año siguiente, comenzó a cantar en el National Singspiel en Viena, un proyecto del emperador José II del Sacro Imperio Romano Germánico. La familia al completo se mudó a Viena en septiembre, donde el padre trabajó brevemente como revisor de tickets, pero murió súbitamente tan solo un mes después de su llegada.
Aloysia prosiguió con su carrera de forma medianamente exitosa en Viena durante las siguientes dos décadas.
El 31 de octubre de 1780, se casó con Joseph Lange, un actor en el teatro de la corte, y también pintor aficionado (posteriormente creó un conocido retrato de Mozart). Se trataba del segundo matrimonio de Lange, tras la muerte de su primera esposa en 1779. Dado que Aloysia era la principal fuente de ingresos de la familia por aquel entonces, Lange accedió pagar a su madre un adelanto de 900 florines y la suma anual de 700 florines de forma continuada.
Se trasladó al Burgtheater en 1782, cantando ópera italiana. Permaneció en dicha posición durante solo ocho meses, dado que pronto se convirtió en «persona non grata debido a desacuerdos acerca del salario y la asignación de papeles, así como la no asistencia a algunas funciones». Continuó cantando, no obstante, en el Kärntnertortheater, así como en papeles ocasionales en el Burgtheater. En 1795, realizó una gira de conciertos junto a su hermana Constanze, por entonces viuda de Mozart. En torno a la misma fecha, dejó de vivir junto a su marido Lange.
Pasó sus últimos años en Salzburgo para estar cerca de sus hermanas Constanze y Sophie, quienes se habían trasladado hasta allí.

## Relación con Mozart
Wolfgang Amadeus Mozart estuvo durante un tiempo interesado en conseguir el amor de Aloysia. En torno a 1777, Mozart pasó algún tiempo en Mannheim, donde esperaba (en vano) encontrar empleo como músico de corte. Mozart expresó su deseo de casarse con Aloysia, aunque no está claro exactamente la seriedad de sus intenciones, o si fueron correspondidas.
Mozart abandonó Mannheim durante varios meses, trasladándose a París en su búsqueda incesante de un puesto fijo como músico de corte. En su regreso a Salzburgo, pasó por Múnich, donde Aloysia se encontraba entonces trabajando. De acuerdo a los hechos narrados en el borrador de la biografía de Mozart escrita por Georg Nikolaus von Nissen, Mozart y Aloysia tuvieron un reencuentro desagradable:
Cuando entró, ella hizo como si no lo conociera, por quien previamente había llorado. Entonces, Mozart se sentó al piano y cantó en voz alta: «Leck mir das Mensch im Arsch, das mich nicht will» (‘Aquel que no me quiera puede lamer mi culo’).
La vulgar frase en la canción de Mozart se corresponde con la expresión «besar mi culo», y es mencionada con cierta frecuencia en la correspondencia de Mozart (véase Mozart y la escatología).
Mozart se trasladó a Viena en 1781, y más tarde, ese mismo año, se alojó en la casa de la familia Weber. El padre, Fridolin, había muerto en 1779, y la madre de Aloysia, Cäcilia Weber estaba alquilando habitaciones para llegar a fin de mes. Mozart entonces se enamoró de su tercera hija, Constanze. Cuando ambos se casaron en 1782, Mozart se convirtió en el cuñado de Aloysia. Aparentemente, no había malos sentimientos que perduraran, ya que Mozart escribió un buen número de obras para Aloysia.

### Música escrita por Mozart para Aloysia Weber

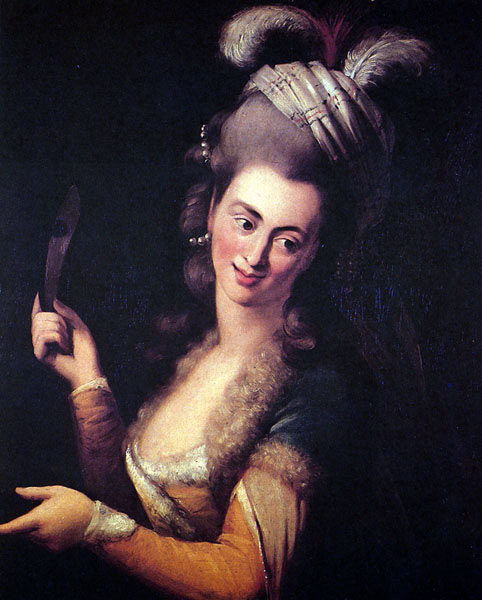
Aloysia Weber en el papel de Zémire, en la ópera Zémire et Azor, de André Grétry.

Durante la visita a Mannheim (1777-1778):
- Recitativo y Aria para Soprano, «Alcandro, lo confesso», K. 294.
- Recitativo y Aria para Soprano, «Popoli di Tessaglia!», K. 316/300b.[8]

Durante los años en Viena (1781-1791):
- Aria para Soprano, «Nehmt meinen Dank, ihr holden Gönner!», K. 383.[8]
- Escena y rondo «Mia speranza adorata – Ah, non sai, qual pena», K. 416, completada en Viena el 8 de enero de 1783 y estrenada por Aloysia el 11 de enero en un concierto en el Mehlgrube, el lugar del posterior estreno de muchos de los conciertos para piano de Mozart.[9]
- Mozart escribió dos arias para Aloysia, insertadas en una producción realizada en el Burgtheater en junio de 1783[10] de la ópera de Pasquale Anfossi Il curioso indiscreto.[3] Estas fueron «Vorrei spiegarvi, oh Dio!» K. 418 y «No, no, che non sei capace» K. 419.
- El papel de Mme. Herz en el corto singspiel Der Schauspieldirektor K.486, consitiendo en una Da schlagt die Abschiedsstunde, un trío, y el vodevil final. Esta pieza fue escrita para una fiesta ofrecida por el emperador José II en febrero de 1786.
- Aria para Soprano, «Ah se in ciel», K. 538 (1788).

### Papeles en óperas de Mozart interpretados por Aloysia Weber
- Donna Anna, en la ópera Don Giovanni, en el estreno en Viena, 7 de mayo de 1788.
- Constanze, en una producción de El rapto en el serrallo (1785-1788).
- Sesto, en una actuación benéfica de La clemencia de Tito (1795).[11]

## Aloysia Weber en la ficción
El fallido romance entre Mozart y Aloysia fue trasladado a la ficción en a novela Mozart's Wife por Juliet Waldron (Hard Shell Books, 2000). Otra novela, con más elementos de ficción, es Marrying Mozart por Stephanie Cowell (New York: Penguin, 2004).